# Spriggina
Spriggina ist eine Gattung ausgestorbener Lebewesen. Ihre Vertreter lebten im Ediacarium vor über 550 Millionen Jahren. Die systematische Einordnung der Gattung wird kontrovers diskutiert. Aufgrund der Merkmale ihrer Fossilien werden sie zumeist als frühe Gliederfüßer und mögliche Vorfahren der Trilobiten angesehen. Alternativ dazu wurde eine Zuordnung zu den Vendobionten oder den Ringelwürmern diskutiert. Die Gattung Spriggina wurde nach dem australischen Geologen Reginald Sprigg benannt.

## Merkmale
Fossilien von Spriggina zeigen einen bis zu 5 cm langen, segmentierten Körper. Die Anzahl der Segmente liegt zwischen 20 und 40 und variiert zwischen den Fossilfunden. Die zwei vorderen Segmente unterscheiden sich von den übrigen Segmenten. Diese zwei hufeisenförmigen Segmente werden als Kopf interpretiert. Die darin enthaltenen zwei Vertiefungen stellen möglicherweise Augen dar. Auch mögliche Anhaltspunkte für einen Mund wurden gefunden. Von den Körpersegmenten gehen unsegmentierte Parapodien-ähnliche Extremitäten aus, deren Enden Setae tragen.

## Systematik
Die systematische Einordnung von Spriggina wird in der Literatur kontrovers diskutiert. In der Regel wird die Gattung dem Reich der Vielzelligen Tiere (Metazoa) zugeordnet. Der Erstbeschreiber Martin Glaessner ordnete Spriggina den zu den Ringelwürmern zählenden Vielborstern (Polychaetae) zu. Fossilien von Spriggina zeigen eine Ähnlichkeit zu einigen heutigen Vielborstern, wie beispielsweise Tomopteris. Die Mehrzahl der Paläontologen ordnet Spriggina der Stammgruppe der Gliederfüßer-Linie zu. Morphologische Ähnlichkeiten lassen eine Verwandtschaft mit den Trilobiten vermuten. Diese Zuordnung ist jedoch umstritten. Im Gegensatz zu Trilobiten fehlen für Spriggina zudem jegliche Spurenfossilien. Adolf Seilacher ordnete Spriggina den ausgestorbenen Vendobioten zu, die er als große einzellige Lebewesen interpretierte.